# Caperonotus superbus
Caperonotus superbus är en skalbaggsart som först beskrevs av Aurivillius 1897.  Caperonotus superbus ingår i släktet Caperonotus och familjen långhorningar. Inga underarter finns listade.